# カノツメソウ属
カノツメソウ属（カノツメソウぞく、学名：Spuriopimpinella、和名漢字表記：鹿の爪草属）はセリ科の属の一つ。

## 特徴
多年草。葉は3出複葉か2回3出複葉で、葉片は茎の上部にいくにしたがって簡単になる。花は白色で、複散形花序につき、萼歯片は明確である。果実の形はさまざまで、分果の横断面は円い。
日本には2種知られる。

## 日本に分布する種
- カノツメソウ Spuriopimpinella calycina (Maxim.) Kitag. -日本特産。北海道、本州、四国、九州に分布する。
- ヒカゲミツバ Spuriopimpinella koreana (Y.Yabe) Kitag. -本州の関東地方以西、四国、九州、朝鮮半島、中国大陸（東部）に分布する。
  - ハゴロモヒカゲミツバ Spuriopimpinella koreana (Nakai) Kitag. f. dissecta (Nakai ex Hisauti) Yonek.